# Saint-Mars-du-Désert (Loire-Atlantique)
Saint-Mars-du-Désert is een gemeente in het Franse departement Loire-Atlantique (regio Pays de la Loire). De plaats maakt deel uit van het arrondissement Châteaubriant. Saint-Mars-du-Désert telde op 1 januari 2022 5.435 inwoners.

## Geografie
De oppervlakte van Saint-Mars-du-Désert bedroeg op 1 januari 2022 30,46 vierkante kilometer; de bevolkingsdichtheid was toen 178,4 inwoners per km².

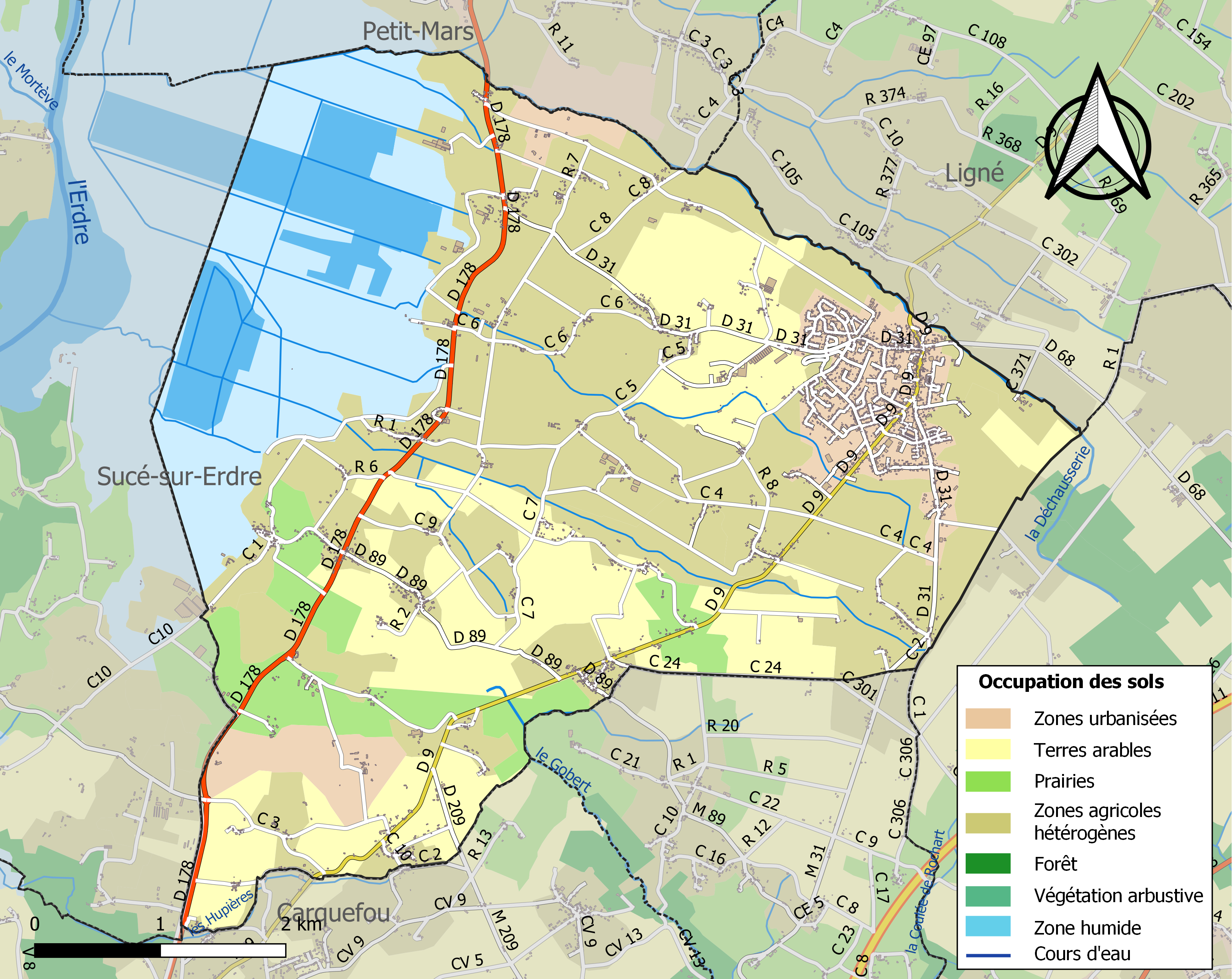
Kaart van de gemeente met de belangrijkste infrastructuur, bodemgebruik en omliggende gemeenten

## Demografie
Onderstaande figuur toont het verloop van het inwonertal (bron: INSEE-tellingen).